# 美國駐巴基斯坦大使館
美国驻巴基斯坦大使馆，亦称美国驻伊斯兰堡大使馆（英語：Embassy of the United States, Islamabad），是美国派駐在巴基斯坦的外交代表机构。就人员而言，伊斯兰堡大使馆是世界上最大的美国大使馆之一，并设有法务处和办公大楼。除了外交和非外交人员外，大使馆大楼还设有一支军事官员和情报人员队伍。美国国务院还在卡拉奇、拉合尔和白沙瓦设有领事馆。
美国外交使团由临时代办保罗·W·琼斯领导，他在2018年前大使戴维·黑尔离开后一直暂时负责代表机构的统领。美国驻巴基斯坦的第一家大使馆位于卡拉奇，当时的巴基斯坦首都。大使馆于1960年成为新首都后迁至伊斯兰堡，并于1979年重建。2015年，耗资7.36亿美元完成了新的大使馆建筑群。

## 历史
第一个美国驻巴基斯坦大使馆于1947年8月15日在巴基斯坦当时的首都卡拉奇设立。1960年首都迁往伊斯兰堡时，新的大使馆在那里建成。在1979年被极端分子烧毁后，重建的大使馆的安全得到了加强。九一一袭击事件之后，安全性再次显着提高。
2011年，新的综合体开始建设。2013年8月9日，美国国务院从驻拉合尔领事馆撤离了大多数外交官和所有非紧急工作人员，并警告美国公民不要前往那里，因为担心恐怖袭击。
2015年8月，一座新的大使馆建筑群在外交飞地落成，它将作为大使馆的所在地，取代之前的建筑。该综合体的建造成本为7.36亿美元，通过从巴基斯坦承包商和供应商处购买建筑供应，向当地经济投资了8500万美元。据报道，这座大使馆是美国最昂贵的外交代表机构之一，仅次于美国驻伊拉克大使馆。大使馆的设计目的是容纳2500名工作人员。
自2018年9月起，保罗·W·琼斯大使目前担任临时代办。

## 媒体资源

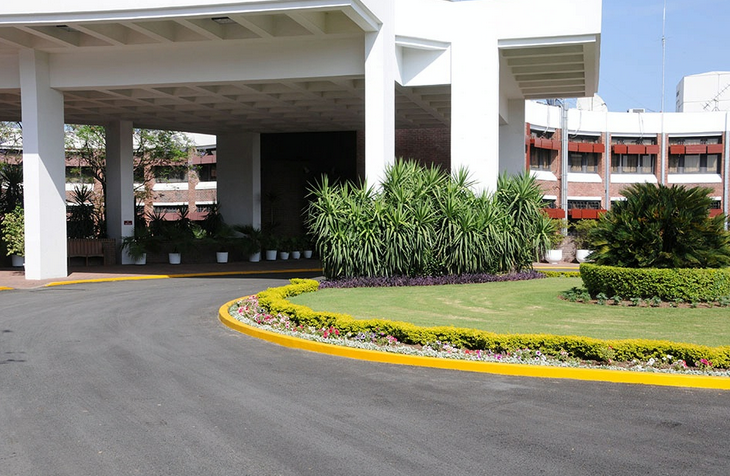
美国大使馆前法务处
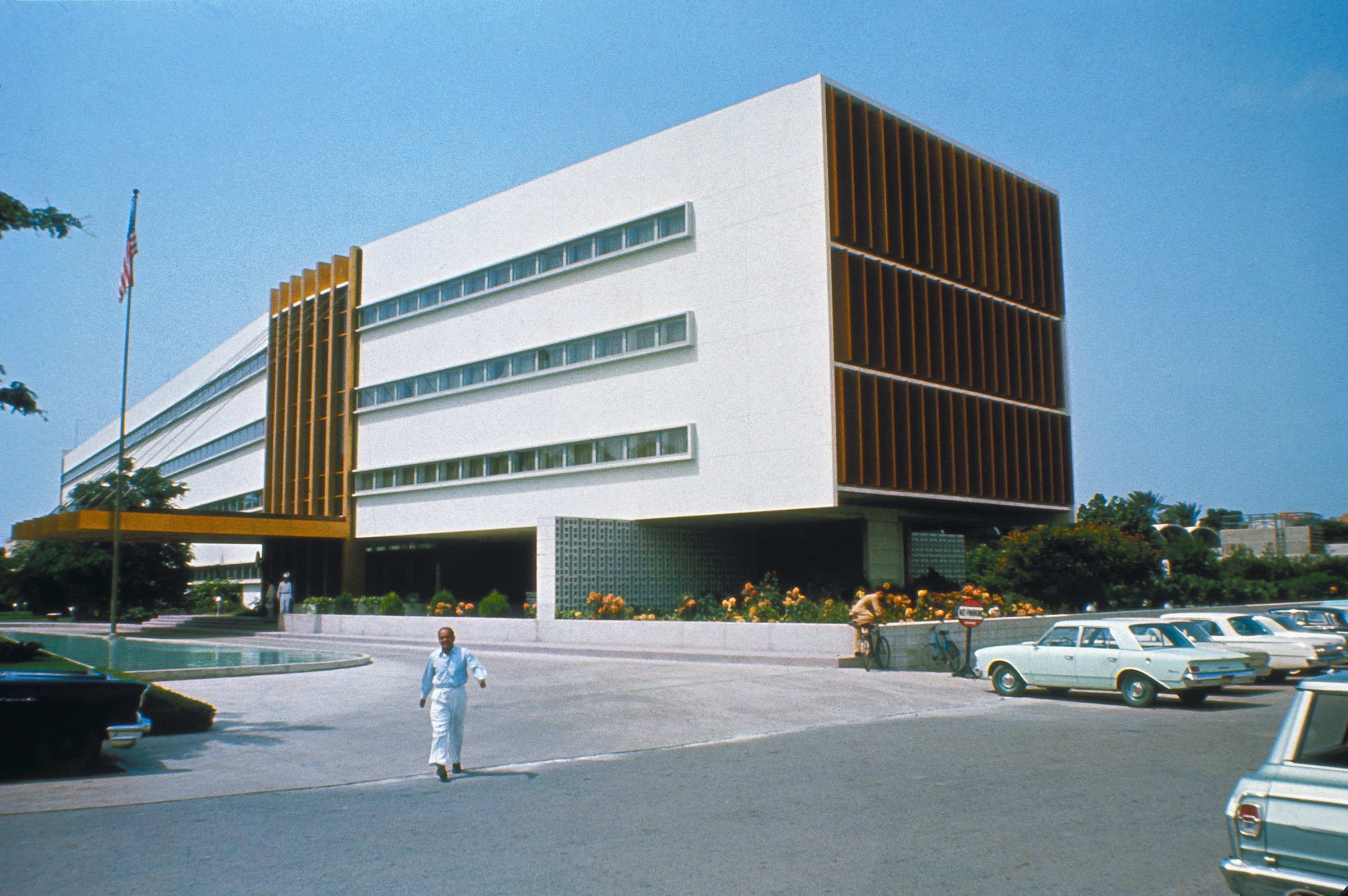
前美国驻巴基斯坦卡拉奇大使馆和领事馆一景（1979年的照片）